# آور، تامسالو پاریس
آور، تامسالو پاریس (به لاتین: Aavere, Tamsalu Parish) یک روستا در استونی است که در دهستان تامسالو واقع شده‌است.